# كريس وليامز (ممثل)
كريس وليامز (بالإنجليزية: Chris Williams)‏ (و. 1971 – م) هو مخرج أفلام، وكاتب سيناريو، ومؤدي أصوات، ومنتج أفلام، ورسام رسوم متحركة، من الولايات المتحدة الأمريكية، ولد في ميزوري.

## التعليم
تعلم في جامعة واترلو.

## مناصب وهيئات
أدار استيديوهات والت ديزني للرسوم المتحركة.

## جوائز وترشيحات
حصل على جوائز منها:
- جائزة إيمي برايم تايم لأفضل برنامج رسوم متحركة  [لغات أخرى]‏، عن عمل: Prep & Landing [الإنجليزية]‏ (2010)
- جائزة الأوسكار لأفضل فيلم صور متحركة، عن عمل: الأبطال الستة.

ترشح لـ:
- جائزة إيمي برايم تايم لأفضل برنامج رسوم متحركة  [لغات أخرى]‏، عن عمل: Prep & Landing [الإنجليزية]‏ (2010)
- جائزة الأوسكار لأفضل فيلم صور متحركة، عن عمل: بولت
- جائزة الأوسكار لأفضل فيلم صور متحركة، عن عمل: الأبطال الستة.

## وصلات خارجية
- كريس وليامز على موقع IMDb (الإنجليزية)
- كريس وليامز على موقع أول موفي (الإنجليزية)
- كريس وليامز على موقع بوكس أوفيس موجو (الإنجليزية)
- كريس وليامز على موقع قاعدة بيانات الأفلام السويدية (السويدية)
- كريس وليامز على موقع قاعدة بيانات الفيلم (الإنجليزية)
- كريس وليامز على موقع كينوبويسك (الروسية)